# 深田晃司
深田晃司（日语： Fukada Kōji；1980年1月5日—）是日本電影導演。

## 生平
深田晃司出身於東京都，他父親為電影愛好者，因此他小時候便開始大量透過他父親收藏的VHS磁帶觀賞電影。他大學畢業自大正大學文學院，同時他也在東京電影學院修讀夜間課程，其中包括黑澤清開設的課程。
2016年，他執導的第6部劇情長片《臨淵而慄》於第69屆坎城影展一種注目單元中首映，並獲得評審團獎。2019年，他完成改編自同名漫畫的電視劇集《虛情真意》，並率先於名古屋電視台星期二深夜時段播出；隔年他將劇集重新剪輯成232分鐘的電影版本於海外影展中放映，並獲選進第73屆坎城影展官方單元。
2022年，他執導的《還有愛的日子》獲選為第79屆威尼斯影展正式競賽片，這是他首次進入歐洲三大影展主競賽單元。

## 電影風格
不同於大部分日本電影強調的溫情羈絆，深田晃司的電影著重於人與人之間相處時出現的無力感與疏離困境，他認為每個人都有無法被逾越的界線，電影中的角色也通常以身陷孤單的前提來與他人互動。他認為他受到法國導演艾力·侯麥強烈影響，尤其是《綠光》（1986）這部電影，深田早期的一些電影（例如《18歲的盛夏告白》）也被認為帶有侯麥電影風格的神采。深田在其他訪問也提到，影響他想要成為導演的電影還包括《天堂的小孩》（1945）與《蜂巢的幽靈》（1973）。
深田晃司的電影時常與同一批演員合作，包括古館寬治、筒井真理子、仲野太賀、杉野希妃等。

## 榮譽
- 2018年 - 法國文化部藝術與文學勳章（騎士）[9][10]
- 2022年 - 第35屆東京影展（日语：第35回東京国際映画祭） - 黒澤明獎[11]

## 執導作品

### 劇情長片
- 2002年：《椅子》（椅子）
- 2008年：《東京人間喜劇》（東京人間喜劇）
- 2010年：《你家就是我家（日语：歓待 (映画)）》（歓待）
- 2013年：《18歲的盛夏告白》（ほとりの朔子）
- 2015年：《莎喲娜啦（日语：さようなら (2015年の映画)）》（さようなら）
- 2016年：《臨淵而慄》（淵に立つ）
- 2018年：《來自大海的男人》（海を駆ける）
- 2019年：《側顏》（よこがお）
- 2020年：《虛情真意（日语：本気のしるし#テレビドラマ）》（本気のしるし；電影剪輯版）
- 2022年：《還有愛的日子》（ラブライブ）
- 2025年：《戀愛裁判（日语：恋愛裁判 (映画)）》（恋愛裁判）

### 電視劇集
- 2019年：《虛情真意（日语：本気のしるし#テレビドラマ）》（本気のしるし）

## 外部連結
- 深田晃司的X（前Twitter）
- 深田晃司在互联网电影资料库（IMDb）上的資料（英文）